# Thorshavn
Thorshavn (færøsk: Tórshavn), blandt færinger som regel blot kaldet Havn, er hovedstaden på Færøerne og ligger på østkysten af øgruppens største ø, Streymoy, i læ af øen Nólsoy. Byen er med sine 14.128 indbyggere (2025), og 23.311 indbyggere i kommunen, desuden Færøernes største by og kommune og landets kulturelle, økonomiske og trafikale centrum. Tórshavn består af midtbyen, den sydlige forstad Argir og de to nordlige forstæder Hoyvík og Hvítanes, der er beliggende på et fladt område omkranset af bjerge og hav.
Tórshavn Kommune indbefatter desuden øerne Nólsoy, Hestur og Koltur, bygderne Kirkjubøur, Velbastaður, Norðradalur og Syðradalur, der ligger sydvest for byen på Streymoys vestkyst, samt bygderne Sund, Kollafjørður, Kaldbaksbotnur og Kaldbak, der ligger nord for Thorshavn på Streymoys østkyst.

## Historie
Byens navn betyder Thors havn opkaldt efter guden for torden og lynild i nordisk mytologi og det nordiske ord for havn. Thorshavn bliver af færingerne oftest kaldt "Havn". Byvåbenet viser Thors hammer, Mjølner og henviser til byens oprindelse i før-kristen vikingetid.
Tinget Lagtinget på halvøen Tinganes blev sandsynligvis grundlagt omkring år 850, hvormed det er en af verdens ældste lovgivende forsamlinger. I vikingetiden var der tradition for at placere tinget et neutralt og ubeboet sted, sådan at ingen havde fordele af beliggenheden. Der var på den tid meget begrænset beboelse på Tinganes, men det var det mest centrale sted på hovedøen. Vikingerne mødtes på de flade klipper på Tinganes hver sommer. Vikingetiden endte i 1035 og tinget blev efterfulgt af et marked, som gradvist etablerede sig som et permanent handelsområde.
I 1075 blev Thorshavn første gang nævnt på skrift og betragtes dermed som en af Nordeuropas ældste hovedstæder. Gennem hele middelalderen udgjorde halvøen hovedparten af Tórshavn. Den tilhørte to bønders yderområder, selvom Thorshavn, ulige resten af de færøske landsbyer, aldrig var et bondesamfund. I 1271 blev det kongelige handelsmonopol etableret i Thorshavn af det norske kongerige og flere, hvor flere embedsmænd slog sig ned. Gennem det 12. århundrede blev al handel mellem Norge og Færøerne centraliseret i Bergen. Ifølge et dokument fra 1271 sejlede to skibe regelmæssigt til Tórshavn fra Bergen med last af salt, tømmer og korn. Thorshavn havde derfor mere kontakt med den omkringliggende verden end de andre byer på øen. Under det norske og derefter senere danske herredømme gjorde regeringens udsendte Tórshavn til deres hjemsted. Alle disse faktorer medvirkede til, at Tórshavn udviklede sig i en anden retning end andre byer på øen.

### 1500-1800
Kilder nævner først faste bebyggelser i Thorshavn efter reformationen i 1539. Byen blev egentlig grundlagt som handelsplads under kong Frederik 2., som ville fortrænge hansestæderne fra handelen og gøre Tórshavn til fast marked for de varer, som brugtes på Færøerne. I anden halvdel af det 16. århundrede blev Færøerne relativt ofte udsat for sørøvere, og det blev derfor en høj prioritet at beskytte byen og dens handel, hvormed der blev oprettet en garnison og forsvarsanlæg. Omkring 1580 blev en lille skanse, Skansin, bygget af den færøske søhelt og handelsmand Magnus Heinason ved den nordlige ende af havnen. Denne bebyggelse gjorde ham til nationalhelt, efter som byen for en tid blev fri for sørøvere. Senere anlagde Christian 4. en ny skanse på Tinganes.
1584 havde Thorshavn 101 indbyggere. Indbyggerne var delt i tre lige store grupper af henholdsvis bønder med deres familier og hjælpere, handels- og administrationsfolk samt folk der hverken ejede land eller andre goder. De sidstnævnte inkluderede det landløse proletariat fra landsbyerne, som i denne periode kom til Tórshavn for at søge arbejde, der blev pålagt vagthold på Skansin uden at få løn og hvad angik tøj og mad afhang af gavmildhed fra landmændene. På grund af dette blev fattige mennesker i Tórshavn ofte nedladende omtalt som tiggere og blev ikke regnet for noget – fiskeriet blev deres levebrød.
1655 skænkede kong Frederik 3. af Danmark Færøerne til sin foretrukne statsmand Christoffer Gabel. Det er det mest dystre kapitel i Tórshavns historie. Gabels administration undertrykte Tórshavns beboere på forskellige måder. Danmarks monopolhandel på Færøerne var i familiens hænder, og det var ikke designet til den færøske befolknings behov. Folk fra hele landet kunne kun handle og sælge i Tórshavn til priser, som monopolhandelen fastsatte. Samtidig var mængden af importerede varer begrænset, og varerne var dyre. Der kom mange klager fra øernes befolkning over at blive uretfærdigt behandlet af den civile administration i Tórshavn. Klagerne omhandlede ikke kun de personer, der var ansvarlige for handelsmonopolet, men også fogeden og andre. Det var i denne periode, i 1673, at Tinganes blev raseret af en brand: Et lager af krudt var sprunget i luften; mange huse var brændt helt ned, og gamle færøske optegnelser forsvandt sammen med Gabels dokumenter.
Betingelserne forbedrede sig i Tórshavn, da handelsmonopolet igen overgik til kongeligt monopol i 1708. Monopolet blev forsynet med varer fra København tre gange om året.
1709 blev Tórshavn ramt af en koppeepidemi, som dræbte næsten hele befolkningen. Byen havde på det tidspunkt nået et indbyggertal på omkring 300 og hele 250 døde.
Det var først i anden halvdel af det 18. århundrede, at Thorshavn begyndte at udvikle sig til en lille by. Dette var mens Niels Ryberg stod for handelsmonopolet. Fra 1768 og tyve år fremad udførte Ryberg eksport af importerede varer, som primært baserede sig på smugling til England, som grundet den engelsk-franske konflikt var muliggjort. Ryberg var den første person, der tænkte på at få finansiel profit fra fiskeri, hvilket senere blev en vigtig økonomisk faktor for øerne.

### 1800 til 1920
I 1801 var befolkningsantallet vokset til 554 indbyggere.
I 1827 blev oprettet et amtsbibliotek af C.C. Rafn og dette blev senere udvidet. Færø Amts Hospital blev oprettet i 1829. I 1832 oprettedes Færø Amts Sparekasse i byen. En håndgerningsskole blev stiftet i 1844 af kronprins Frederik (senere Frederik 7.) under hans ophold på øerne med et hus og en gårdsplads og var i brug til 1893, da det ved en fundats, stadfæstet 25. april 1893, blev ophævet og bygningen solgt i 1895; af midlerne blev dannet et legat, hvoraf Tórshavns Kommune nød renterne mod en forpligtelse til at give undervisning i håndgerning.
I 1856 blev den fri handel indført på Færøerne, hvilket åbnede øen for andre lande og forandrede økonomien, og Tórshavn stod i spidsen herfor. Landbrugsjorden var udlejet til landsbyboerne, som senere kunne købe den, hvis de ønskede. Disse små stykker jord forbedrede folks eksistensgrundlag betydeligt, da de nu var i stand til at holde ko eller måske nogle får. Befolkningen voksede derfor betragteligt.
I 1866 blev byrådet i Thorshavn indført. Lige siden da har byen været Færøernes hovedby.
I 1872 kom den første slup til Færøerne, da Trappubrøðurnir fra Thorshavn (brødrene Haraldsen, som kaldtes Trappebrødrene efter stedet, de kom fra) købte sluppen Fox fra Scarborough i England. Senere fulgte andre deres eksempel, og i de følgende årtier blev mange slupper købt til Færøerne fra Storbritannien. Briterne kasserede slupperne til fordel for de mere moderne dampskibe. På grund af dårlige havneforhold i Tórshavn, som ikke var velegnet til de nyankomne, forholdsvis store skibe, så blev det ikke Tórshavn i første omgang, som fik størst succes med slupfiskeriet, derimod oplevede flere bygder på andre øer en opblomstring, og mange folk flyttede til disse bygder. Sluppen Westward Ho TN 54 fra Tórshavn var en af slupperne fra Sluptiden, den blev bygget i Grimsby i England i 1884 og findes stadig. Den ligger ved kaj i Thorshavn, den bruges til kortere ture og ejes nu af Tórshavn kommune.
I 1887 blev fabrikkin Öström's Fabrik (Fabrikkin hjá Öström), hvor albumin, guano, lim og fiskeolie blev forarbejdet.
Den danske stat lod bygge amtmandsborgen 1880-81 til bolig og administration for amtmanden. Denne bygning var efter færøske forhold et storslået bygningsværk af sten. I nærheden lod staten to andre bygninger bygge, de var til sorenskriveren (dommeren) og til landfogeden (politimesteren), disse blev bygget omkring 1890. Byen blev hjemsted for amtslægen, en kommunelæge (tillige sanatorielæge, i Hoydølum uden for byen lå et tuberkulosesanatorium med 32 senge åbnet 1908) og en hospitalslæge, sognepræsten og en andenpræst. Et vandværk blev anlagt 1898. Tórshavn var valgsted for 12. landstingskreds og sæde for valgafgørelsen for øernes folketingskreds. I Tórshavn fandtes en kommuneskole opført i 1894, Føroya Fólkaháskúli (Færøernes Folkehøjskole) og et til realskolen knyttet lærerseminarium.
I 1901 var folketallet i Tórshavn 1.656. Fordelingen efter næringsveje var følgende: 122 levede af immateriel virksomhed, 90 af jordbrug, 198 af fiskeri, 430 af håndværk og industri, 346 af handel, 231 af skibsfart, 209 af andre erhverv og 30 fik offentlig understøttelse.
Kort tid efter starten af det nye århundrede blev Thorshavns første brede vej anlagt, det var Niels Finsens gøta. I 1906 oprettedes en bank — Føroya banki — hvis aktiemajoritet ejedes af Landmandsbanken i København. I 1908 blev Thorshavn centrum for den nye rute ad søvejen, da Mjólkarvirkið (Mejeriet) begyndte at sejle med folk og fragt mellem øerne. I 1906 fik Færøerne telegrafforbindelse med Danmark over Shetlandsøerne og med Island, ved telegrafstationen (radiostation) lå en meteorologisk station, telefonstation (for telefonforbindelse mellem øerne) fra 1906, et elektricitetsværk blev anlagt i 1921. I byen fandtes et apotek. Det var også i denne tid, at Thorshavn fik posthus. Der var mange små erhvervsvirksomheder i Tórshavn i starten af det 20. århundrede, flere store købmandsforretninger, i alt ca. 100 små og større butikker, desuden rederier, fisketørringsanstalter, uldspinderi, mejeri med margarine- og sæbefabrik, ølbryggeri og mineralvandsfabrik.
I 1909 blev Tórshavn en handelsplads med de samme rettigheder som danske handelspladser. I starten af det 20. århundrede var der to små skibsværfter i Tórshavn, som arbejdede med bådebyggeri.

### Tórshavn i mellemkrigstiden
I 1925 var folketallet i Thorshavn 2.896.
Dronning Alexandrines Hospital blev bygget i 1921-23 med 65 senge samt en i 1926 oprettet afdeling for tuberkulose med mere. Byens første teater, Sjónleikarahúsið, blev bygget i 1926.
Byens vigtigste erhverv var skibsfart, handel og fiskeri. I 1920 blev det første tørrehus til klipfiskeproduktion opført. En statsunderstøttet navigationsskole blev oprettet i 1927, sømandshjem og K.F.U.K. i den tidligere engelske konsulatsbygning. I 1929 blev en moderne havn bygget ved Tórshavn, hvilket gjorde det muligt for større skibe at lægge til. I 1936 blev Tórshavns Skibsværft (Tórshavnar Skipasmiðja) grundlagt. I samme periode byggede købmænd pakhuse og bolværker langs de to bugte.
En række uddannelsessteder blev grundlagt i 1930'erne: Tekniske Skole (Tekniski Skúli) kom i 1934, Handelshøjskolen (Føroya Handilsskúli) blev grundlagt i 1936 og Føroya Studentaskúli (Færøernes Gymnasium) i 1937. I 1930'erne blev et stort areal i Gundadalur anlagt til sport.

### Thorshavn under 2. verdenskrig
Under den britiske besættelse af Færøerne i anden verdenskrig blev Skansin brugt som hovedkvarter for Royal Navy og to kanoner, som havde været om bord på det engelske krigsskib HMS Furious før den anden verdenskrig, blev monteret på Skansin. 2. verdenskrig forskånede generelt Tórshavn rent materielt på trods af flere mindre bombardementer foretaget af tyskerne. Der var ingen forbindelse mellem Tórshavn og København under 2. verdenskrig, da Danmark var besat af tyskerne og Færøerne af briterne. Tórshavn oplevede økonomisk vækst under krigen, dette skyldtes bl.a., at skibene, som fragtede fisk til Storbritannien, fik god pris for fisken. Skibene sejlede fra Island og fragtede fisken til Skotland. Dette erhverv var dog særdeles farligt, og flere end 200 færinger mistede livet i dette erhverv, flere skibe blev også bombet, hvor besætningen eller dele af den blev reddet. Tilstedeværelsen af det britiske militær ændrede flere steder infrastrukturen til det bedre. Flere veje blev bygget rundt omkring på Færøerne, og Tórshavn blev udbygget som by.

### Hovedstad (fra 1945 til i dag)
I 1948 fik Færøerne hjemmestyre, og Thorshavn fik flere og flere administrative opgaver og kom mere og mere til at fungere som en rigtig hovedstad for øerne.
I 1950 var folketallet 5.607, hvilket var 18% af hele Færøernes daværende befolkning. Efter krigen blev flere trawlere købt til landet, og da disse krævede brændstof og dermed kostede meget mere i drift end sejlskibene, så endte det med at flere af rederne gik konkurs og det påvirkede en af de store banker, Sjóvinnubankin, som gik konkurs. Færøerne oplevede en økonomisk krise i 1950'erne og mange folk flyttede udenlands, men samtidig sketer der også en stor tilflytning til Thorshavn fra bygderne. Færøerne fik dog Marshallhjælp, hvilket hjalp en stor del på problemerne og nye skibe kunne købes for pengene. I 1954 blev havnen i Thorshavn færdig udbygget, det var den danske byggevirksomhed Kampsax som stod for arbejdet. Den vestlige havnefront i Vestrevåg ved skibsværftet blev lavet til fiskeindustrihavn. I 1950åbnede Thorshavns første børnehave, Færøernes første børnehjem åbnede i Thorshavn i 1955 og en ny stor kommuneskole blev bygget i 1956. I slutningen af 1950'erne blev rækkehuse bygget i Øst-Thorshavn (Eysturbýurin), rækkehuse blev også bygget i Vest-Thorshavn (Vesturbýurin). De største arbejdspladser i Thorshavn var Thorshavns Skibsværft (Tórshavnar Skipasmiðja) og filetfabrikken Bacalao.
I 1960'eren blev Landssygehuset (Landssjúkrahúsið) udbygget samtidig med at boligblokke til Landssygehusets personale blev bygget i nærheden. Lærerseminarium blev bygget og samme sted blev folkeskolen Venjingarskúlin bygget. En ny Søfartsskole blev bygget, gymnasium blev bygget i Hoydalar og Færøernes Universitet blev bygget. Alt dette gjorde, at Thorshavn styrkede sin status som Færøernes uddannelsesby.
Folketallet var 11.329 i 1975, det svarede til at 28% af befolkningen nu boede i Thorshavn. 1974 blev Hvítanes en del af Tórshavn Kommune, Hoyvík fulgte 1978.
I 1990 var folketallet i Thorshavns kommune 14.689 í 1990, som svarede til 31% af Færøernes befolkning. I perioden fra 1975 til 1990 blev Thorshavn udbygget over store arealer, hvor ingen havde boet før. Bydelene Konmansmýra, Ternuryggur, á Flat, Norðasta Horn, Lítlagil og eystan Gil blev udstykket til almindelige parcelhuse eller villaer. Samtidig sørgede Thorshavns kommune for at udbygge nogle nye bydele med anderledes boligformer med sammenbyggede huse i Tórsbyrgi, Berjabrekka, millum Gilja og Inni á Gøtu. I 1990'erne blev hele Færøerne ramt af en alvorlig økonomisk krise, og al udbygning af Thorshavn standsede op foreløbig og der kom først rigtig gang i udbygningen igen i 2005, da den sydlige del af Hoyvík blev udbygget. Thorshavns kommune har valgt at lade folk selv bygge og eje dere huse og har ikke bygget offentlige lejelejligheder.
Thorshavn Kommune blev endnu større pga. kommunesammenlægning, først i 1997, da Argir blev lagt sammen med Thorshavn, derefter i 2001, da Kollafjørður blev en del af Thorshavn og i 2005 blev øerne Nólsoy og Hestur samt Kirkjubøur Kommune en del af Thorshavns kommune.
I 2001 var folketallet i Thorshavn Kommune 17.939, hvilket svarede til 40% af Færøernes befolkning. I 2006 var folketallet 19.356, hvilket var over 40% af hele øernes befolkning.

## Geografi
Tórshavn ligger geografisk i centrum af arkipelaget ved den sydlige østkyst af den største ø, Streymoy, og er foruden den naturlige grænse, som udgøres af Atlanterhavet, også begrænset af fjeldene Húsareyn (374 m) mod nord og vest samt Kirkjubøreyn (350 m) mod vest og sydvest.
Øen Nólsoy, der ligger umiddelbart ud for kysten ved Thorshavn, danner en ekstra beskyttelse af den naturlige havn. Det siges, at Thorshavns udvikling til den havneby, den er i dag, ville have været utænkelig uden Nólsoy. Byen er placeret på et af Færøernes få større flade områder, og det er kun byens vestlige bosættelser, der ligger på bakken Húsareyn, som er cirka 150 m.o.h.. Thorshavn har faktisk Færøernes højest beliggende boligområde, nemlig Norðasta Horn, som ligger ude i Havnadalur i det vestige Thorshavn, som man passerer, når man kører fra Thorshavn til Kirkjubøur, Velbastaður eller Gamlarætt. Byen er sammenvokset med de to tidligere forstæder Argir og Hoyvík. Argir har to nye bydele, som ligger ret højt placeret, det ene kaldes Á Hamri og ligger 105 meter over havet, her er der bl.a. bygget en ny skole og børnehave, den anden nye bydel i Argir hedder Undir Kongavarða, opkaldt efter de tre varder, som står på toppen af fjeldet Kirjkubøreyn. Hotel Føroyar ligger 150 meter over havet mellem Oyggjarvegur og plantagen Í Kerjum.
I Tórshavn findes der også flere grønne områder, den største er plantagen, som kaldes Viðarlundin, men i folkemunde også kaldes Plantasjan, der synges om den i en populær gammel sang, "Eitt sunnukvøld í Plantasjuni". Omkring den er byen vokset med de tidligere bygder. Desuden findes der en lille plantage i Hoydalar ved siden af Tórshavns gymnasium. Ved Hotel Føroyar er en plantage som kaldes Í Kerjum, som påbegyndtes i 1933. I 2012 forbedrede Thorshavns Kommune stierne i plantagen i Kerjum og anlagde også nye stier. Der findes adskillige små skovplantager rundt om i andre dele af landet.

### Klima
På de allerede fugtige Færøerne er Thorshavn specielt præget af tåge. Klimaet er tempereret og den årlige mængde nedbør overstiger altid 1000 mm, mens temperaturen kan nå op omkring 20 °C. Den varmeste måned er normalt august, hvor den gennemsnitlige lufttemperatur ofte overstiger 10 °C, hvor imens den koldeste måned er januar, hvor temperaturen ligger omkring 0-1 °C. Der kan dog være stor svingninger i nedbørsmængderne fra år til år. I 2011 var gennemsnits temperaturen i Tórshavn 6,7 °C, byen havde 1092 solskinstimer, 40 dage med frost, den koldeste temperatur blev målt til -4,6 °C og den varmeste temperatur blev målt til 18,2 °C. Den koldeste temperatur som er målt i Thorshavn siden 1961 er -11,0 °C, medens den varmeste temperatur som er målt siden 1961 er 22 °C.
| Måned                  | jan | feb | mar | apr | maj | jun | jul  | aug  | sep | okt | nov | dec | Årssnit |
| ---------------------- | --- | --- | --- | --- | --- | --- | ---- | ---- | --- | --- | --- | --- | ------- |
| Temperaturnormal °C)   | 3,4 | 3,6 | 3,8 | 5,0 | 7,0 | 9,1 | 10,3 | 10,5 | 9,1 | 7,4 | 4,6 | 3,7 | 6,5     |
| Nedbørsnormal (mm)     | 133 | 95  | 132 | 88  | 70  | 61  | 70   | 83   | 128 | 155 | 127 | 142 | 1 284   |
| Kilde: Hagstova Føroya |     |     |     |     |     |     |      |      |     |     |     |     |         |

### Demografi
Befolkningen er for det meste færøsk. Samfundet er forholdsvist ungt: Den største gruppe af personer er i intervallet 10-20 år (2.007), efterfulgt af folk fra 40-49 år (1.794), mens tredjepladsen går til 0-9-årige. Thorshavn har været tyndtbefolket indtil for relativt nyligt med kun 554 indbyggere i 1801. Først i 1990'erne oplevede Thorshavn sammen med resten af Færøerne en negativ befolkningstilvækst. Befolkningen er sammensat af ca. lige mange mænd og kvinder, mændene er i overtal i aldersgrupperne fra 0 til 65 år, men fra 65 og ældre er kvinderne i overtal. Hele hovedstadsområdet inklusiv Argir, Hoyvík, Hvítanes, Nólsoy, Kollafjørður og de andre byger og øer i kommunen huser omkring 20.000 personer. Folketallet har ligget ret stabilt omkring 19.000de fra 2000 til 2012. Pr. 1. januar 2015 boede der 20.227 personer i kommunen.
Indbyggere i Tórshavns kommune
| - 1709 300 - 1801 554 - 1854 900 | - 1900 1.656 - 1925 2.896 - 1950 5.607 | - 1975 11.329 - 1980 12.641 - 1985 13.507 | - 1990 14.689 - 1995 13.781 - 1997 15.844 | - 1998 16.121 - 1999 16.469 - 2000 17.777 | - 2001 18.067 - 2002 18.420 - 2004 19.348 | - 2005 19.806 - 2010 19.799 - 2015 20.227 - 2019 21.078 |

## Politik og administration
Thorshavns to vige, Eystaravág og Vestaravág, er adskilt af et næs eller halvø, som kaldes Tinganes. Her lå Lagtinget oprindeligt, men i nutiden er Tinganes hjemsted for en del af Færøernes Landsstyre. Lagmandskontoret, Industriministeriet og Indenrigsdepartementet ligger på Tinganes. Lagtinget blev forflyttet i 1856 til bymidten, som kaldes Vaglið. Den bygning, som nu tjener som Thorshavns rådhus, blev oprindeligt bygget som kommuneskole i 1894, bygningen ligger ved Vaglið, overfor Lagtinget. Resten af de færøske ministerier ligger andre steder i byen. Sundhedsministeriet ligger i Eirargarður, som er i nærheden af Landssygehuset. Kulturministeriet ligger ved Hoyvíksvegur, Fiskeministeriet ligger midt i byen ved Bókbindaragøta, Finansministeriet ligger ikke i selve Tórshavn, men i Argir, som er nabobygden syd for Tórshavn, som i dag er vokset sammen med hovedstaden og er en del af Thorshavns kommune.

### Danske institutioner i Thorshavn
Rigsombuddet på Færøerne har sit sæde i bycentrum og repræsenterer Danmark i landet. Dette sammen med Forsvarets Forbindelseselement Færøerne, Landslægen på Færøerne, Retten på Færøerne (Sorinskrivarin í Føroyum) og Færøernes Politi udgør de danske institutioner på øen. Færøernes Kommando var også en dansk institution med sæde i Tórshavn og Mjørkadalur, men den blev nedlagt pr. 31. december 2012.

### Udenlandske konsulater
Desuden er 12 andre lande repræsenteret med konsulater: Brasilien, Finland, Frankrig, Grækenland, Holland, Island, Italien, Norge, Rusland, Storbritannien og Sverige.

## Uddannelse

### Folkeskolen og friskoler
I Thorshavns kommune er der 11 offentlige folkeskoler, en specialskole samt to friskoler. Folkeskolerne i Thorshavn er (skúli betyder skole): Eysturskúlin, Kommunuskúlin, Sankta Frants Skúli, Venjingarskúlin, Hoyvíkar Skúli, Skúlin á Argjahamri og Skúlin við Løgmannabreyt. Specialskolen ligger samme sted som Lærerseminariet. Friskolerne hedder Tórshavnar Frískúli, som ligger i Velbastaður, og Frískúlin við Hoyvíkstjørn. Skolerne udenfor Thorshavn, men som dog er i Thorshavns kommune er: Kaldbaks Skúli, Kollafjarðar Skúli, Nólsoyar Skúli og Velbastaðar Skúli. På den lille ø Stóra Dímun er en lille skole med et par elever, som får en del af undervisningen fra lærere, som er ansat ved Thorshavns Kommuneskole, det sker bl.a. via internettet. I folkeskolen (fólkaskulin) er undervisningssproget færøsk, mens fremmedsprogene dansk, engelsk og tysk indføres i hhv. 3., 4. og 8. klasse.

### Gymnasium, HF og Handelsskole
I byen ligger flere højere uddannelsesinstitutioner. I 1937 blev der oprettet et studenterkursus. I 1964 blev kurset udvidet til et reelt gymnasium i i Hoyvík, Færøernes Gymnasium og HF-kursus (Føroya Studentaskúli og HF-skeið), der havde det højeste antal gymnasieelever på øerne, ca. 600. I 1962 flyttede skolen til Hoydalar i Hoyvík, lidt nord for Thorshavn. 2018 ophørte gymnasiet Hoydalar´og eleverne blev flyttet til Glasir College. 
I 2018 åbnede det 19.400 m² store underviningscenter Glásir College ved Janusargøta, med plads til 1.300 elever. Udover gymnasium og HF er der også handelsskole og teknisk skole.

### Højskole og musikskolen
Andre skoler er Færøernes Folkehøjskole, som blev grundlagt i 1899. Dens grundlægger var Símun av Skarði, som er kendt på øerne som politiker, forfatter og skaberen af Tú alfagra land mítt, Færøernes nationalmelodi. Hovedstaden er også centrum for landets musikskole.

### Videregående uddannelser
På Færøerne tages de fleste videregående uddannelser i Thorshavn bl.a. på Færøernes Universitet (Fróðskaparsetur Føroya) eller Føroya Handilsskúli (handelsskolen).
Foruden gymnasium og HF findes der i Thorshavn Færøernes handelsskole, der tilbyder en bred række uddannelser, en teknisk skole, samt Færøernes navigations- og maskinmesterskole (Vinnuháskúlin).
En anden meget vigtig institution i uddannelseshenseende er Færøernes Universitet (Fróðskaparsetur Føroya). Det er muligt at studere naturfag, færøsk sprog, samfundsfag og historie. Færøernes lærer-, pædagog- og sygeplejerske skoler er underordnede universitet.

## Infrastruktur
Den relativt gode infrastruktur (taget resten af landet i betragtning) medvirker også til megen turisme, hvilket udgør den anden største erhvervsgruppe i byen ud over fiskeri. Turismen trives også idet kulturlivet er udviklet i Tórshavn med blandt andet flere arkitektoniske seværdigheder og Nordens Hus med koncerter, udstillinger m.m.

### Vejene
Den første egentlige vej i Thorshavn blev bygget i 1907 til Sanatoriet i Hoydalar, som behandlede patienter med tuberkulose. Vejen til Hvítanes, som er nordøst for Thorshavn, kom i 1950 og Oyggjarvegur, som er vejen fra Thorshavn op over fjeldene til den nordlige del af øen kom først i 1966 og tre år senere kunne man køre fra syd til nord på Færøernes største ø Streymoy. Oyggjarvegur (betyder Øvejen) bruges ikke til den daglige trafik længere, en ny, lavtbeliggende vej, er blevet lavet i stedet, denne går tæt på stranden ved Streymoys østkyst en stor del af vejen, dog er et par tunneller ved Kollafjørður og Kaldbak og igen ved Leynar. I 2002 og 2005 åbnede undersøiske tunneller fra Streymoy til Vágar (øen hvor lufthavnen er) og fra Eysturoy til Klaksvík, og dette har medført, at 86,7% af Færøernes befolkning enten bor i Thorshavn og omegn eller at der er landfast fra der hvor de bor, og at de kan køre til Thorshavn indenfor en til 1½ time. Biltrafikken i Thorshavn er væsentlig forøget de seneste år, og parkeringspladser i det centrale Thorshavn er tidsbegrænset til ½ time, en time osv. Thorshavns kommune har forsøgt at gøre buskørsel mere attraktiv ved at have gratis buskørsel til alle i kommunen.

### Trafik

#### Færger og helikopter
Tórshavn, som er den vigtigste havn på Færøerne, har færgeforbindelse til Nólsoy og Suðuroy, og fra Gamlarætt ved Kirkjubøur, som også hører under Thorshavns kommune, kan man sejle med færge til Sandø. I 2013 er det færgerne Ternan (Nólsoy), Smyril (Suderø) og Teistin (Sandø), som sejler daglig. Ternan og Smyril sejler fra Thorshavns Havn i den østlige våg ved bus- og færge terminalen. Ternan sejler ca. seks daglig til Nólsoy, overfarten tager ca. 20 minutter. Smyril sejler to til tre gange daglig til Suðuroy (Suderø) og ankommer ved Krambatangi ved Trongisvágur og Tvøroyri. Turen tager ca. to timer. Teistin har ca. 9 daglige afgange fra Gamlarætt ved Kirkjubøur og sejler til Skopun på Sandø. Efter forudbestilling sejler den også til øen Hestur ca. tre gange daglig.
Der er helikopterforbindelse fra Tórshavn til Færøernes afsidesliggende bygder og øer, som varetages af Atlantic Airways. Helikopteren har faste ruter tre gange om ugen hele året søndag, onsdag og fredag. Om sommeren i juni, juli og august er helikoptertjenesten også i drift om mandagen. Helikopteren flyver til og fra: Tórshavn, Vágar (lufthavnen), Mykines, Svínoy, Kirkja (Fuglø), Hattarvík (Fuglø), Klaksvík, Skúvoy, Stóra Dímun (kaldes også Dímun), Froðba (Suderø) og Koltur.
Man ankommer til Tórshavn fra udlandet, hvis man vel at mærke vælger søvejen. Tórshavns Havn er hjemhavn for Norröna, som er en færge, der sejler til Danmark og Island. Fra maj til september ankommer efterhånden også ret mange krydstogtsskibe til Thorshavns Havn. Havnen har omkring 2 km kajplads.

#### Bus og taxi
Det eneste offentlige transportmiddel til lands er bus. Foruden trafikken inden for byens grænser, forbinder busser også Tórshavn med andre bebyggelsesområder i hele øhavet. Bustrafikken varetages af to selskaber – hhv. de røde og de blå linjer – hvor de røde, Bussleiðin, har fire linjer inden for kommunens grænser som inkluderer forstæderne samt en skolelinje. De røde busser ejes af Thorshavns Kommune, men drives af private. Fra januar 2007 er bybustransporten i Thorshavns kommune gratis. De blå busser, Bygdaleiðir, er ikke gratis og hører under Strandfaraskip Landsins (SSL, Færøernes offentlige skibsrederi), men drives af private busejere. De blå busser varetager buslinjer fra Thorshavn til andre byer på fastlands Færøerne, som efter åbningen af to undersøiske tunneller også kører til Klaksvík og til Vágar Lufthavn. Busserne kører på vej til Færøernes eneste lufthavn Vágar Lufthavn igennem Vágartunnelen (Vágatunnilin), som forbinder Streymoy med Vágar. I Tórshavn er der også et lille taxanetværk bestående af selskaberne "Bil og Mini Taxi", "Auto" og "Havnar Taxi".

### Byplan
Fra midten af 1800-tallet, hvor indbyggerantallet steg, stod det klart, at byen måtte udvides. En plan fra 1888 tog udgangspunkt i to nye gader, Tróndargøta og Tórsgøta, der blev bygget omkranset af småpladser og gaderum. I dag står gaderne som meget tætbebyggede, men dette opvejes af de grønne områder, som er bevarede.

### Forsyning og bortskaffelse
Thorshavn har stabile leverancer af vand, el, telefoni og andre leverancer, som sikrer at byen kan fungere. Vand bliver leveret af Thorshavns Vandværk (Tórshavnar Vatnverk). Tórshavns kommune er ansvarlig for kvaliteten af vandet og har 13 vandværk, som renser vandet til borgerne i kommunen. Tre vandværk er i hovedstaden, otte er i bygderne udenfor hovedstaden og to er på øerne Hestur og Nólsoy. Thorshavns kommune var den første som leverede vand til sine borgere, det skete i 1898. El leveres af SEV. Den første produktion af elektricitet på Færøerne blev iværksat af Vágur's kommune på Suderø, det skete i 1921 ved brug af vandkraft. Senere samme år kunne borgere i Thorshavn også få elektricitet fra et elværk i byen. SEV blev grundlagt den 1. oktober 1946 af de fleste kommuner i Streymoy, Eysturoy og Vágar, forkortelsen SEV kommer fra første bogstav i øernes navne, og samtidig kan ordet "sev" også henføres til "siv", som før i tiden blev brugt til veg i en slags lampe som kaldtes "kola". Senere kom andre øer med i samarbejdet og siden 1970 er alle kommunerne med i SEV. Bygden Múli var den sidste som blev medlem af SEV. Det er kommunerne som ejer SEV. I 1975 åbnede "Sundsverkið" (Sundsværket), som drives af diesel motorkraft.
Thorshavns kommune har sit eget forbrændingsanlæg (Brennistøðin á Hjalla), som ligger ved Sandvíkarhjalli i Hoyvík, til bortskaffelse af brændbart affald fra borgere og virksomheder og kontorer i kommunen. Der er også en genbrugssted og modtagested for genbrug af gammelt jern ved Sandvíkarhjalla. Færøerne andre kommuner har deres eget forbrændingsanlæg ved Hagaleiti i Leirvík (IRF), indsamling og bortskaffelse varetages af IRF, som ejes af alle kommunerne undtagen Thorshavns kommune. Borgerne i Thorshavns kommune sorterer deres affald. Brennistøðin á Hjalla blev taget i brug i 1987, den forbrænder 16.000 ton om året.

### Hospital og ambulancetjeneste
Færøerne har et hovedhospital, som er Landssygehuset i Tórshavn (Landssjúkrahúsið), og to mindre sygehuse, som ligger i Klaksvík (Nordøerne) og i Tvøroyri (Suðuroy). Landssygehuset er et af Tórshavns største arbejdspladser med ca. 850 ansatte, som er fordelt på 30 forskellige faggrupper. Der arbejdes indenfor 29 specialer, her regnes 9 konsulentordninger med. Landssygehuset har 170 sengepladser og ca. 8000 årlige indlæggelser samt ca. 60.000 ambulante besøg. Der foretages ca. 525.000 laboratieundersøgelser årligt og ca. 34.000 røntgenundersøgelser, heraf foretages 8% på Suðuroyar Sjúkrahús og 17% på Klaksvíkar Sjúkrahús. Landssygehuset er delt op i seks centre: Medicinsk Center (Medisinskur Depil), Operations Center (Skurðdepil), Psykiatrisk Center (Psykiatriskur depil), Akut Center (Bráðdepil), Service Center (Tænastudepil) samt et Diagnose Center (Diagnostiskur depil). Landssygehusets ambulancetjeneste hører under Brádepilin (Akut Centeret). Ambulancetjenesten har ansvaret for alt portørarbejde på Landssygehuset

## Økonomi og erhverv
Tórshavn er centrum for industri og handel på Færøerne og afspejler også landets største erhverv fiskeri ved at have en fiskerihavn, nogle fiskefabrikker og et skibsværft. Små fiskekuttere og både kan sælge deres fangst til Landingarmistøðin. Der er et fisketorv i Vágsbotnur.
Derudover indeholder byen flere maskinfabrikker, bryggeriet Okkara, Færøernes eneste mejeri såvel som servicevirksomheder og to store butikscentre. Gågaden Niels Finsens gøta, som er den eneste af sin slags på Færøerne, er centralt placeret. Ved bunden af gaden ligger torvet Vaglið med H.N. Jacobsens Boghandel, der blev grundlagt i 1865 og er Færøernes ældste boghandel. I byen er postvirksomheden Posta, som er berømt for sine frimærker, hvoraf en del eksporteres. Virksomheden beskæftiger ca. 290 medarbejdere.
I 1960'erne skete der en enorm udvikling både økonomisk og infrastrukturelt i Tórshavn. Dette medførte mange nyoprettede skoler samt nye veje og hoteller. Efter 30 år med vækst ramte en økonomisk krise først i halvfemserne Færøerne, og byens virksomheder, særligt fiskeriet var hårdt ramt. Sidst i 1990'erne blev den økonomiske situation dog igen stabiliseret.
Den 3. december 2010 blev en dag, hvor ca. 700 færinger mistede deres arbejde, fordi Føroya Fiskavirking, som ejede de fleste af filetfabrikkerne på øerne gik konkurs. En af disse fabrikker var Bacalao i Tórshavn. Arbejdsfolkene nåede ikke at blive informeret om konkursen, før de hørte eller læste om det i nyhederne. I marts 2011 købte Thorshavns Havn bygningen, som havde huset Bacalao, i håb om at genåbne fabrikken i samarbejde med arbejderforeningerne og andre. Dette er pr. 10. april 2013 endnu ikke lykkedes helt, dog er dele af bygningen i brug. Bacalao's bygninger har et grundareal på 4.300 m2 og et samlet areal på 12.400. Kommunen har i 2013 talt om at bruge bygningen til kulturelle formål i stedet. I 2013 lejede folk fra Sørvágur stueetagen i Bacalao til Landingarmiðstøð, som er et sted hvor småbåde kan sælge deres fisk til videre salg.

### Medier
Thorshavn er samlingspunkt for massemedierne i landet og det offentlige fjernsyn og radio, Kringvarp Føroya, og landets to største aviser, Dimmalætting og Sosialurin har hjemsted i byen. Færøerne fik offentlig radio i 1957, det kaldtes Útvarp Føroya. I 1984 fik landet offentligt fjernsyn, som kaldtes Sjónvarp Føroya. Begge havde base i Tórshavn. Radiohuset var på Bryggjubakki, mellem domkirken og Vágsbotn (ved Vestaravág). Fjernsynet var i Vørðsluni midt i byen. I 2005 blev disse to medier fusioneret ved lov af Jógvan á Lakjuni, som var Kulturminister. I 2013 blev det besluttet, at sælge bygningerne hvor fjernsynsafdelingen havde haft sine lokaler, og at hele institutionen skulle flytte ind i bygningerne i Sortudýki, hvor radioafdelingen havde været i flere år (tæt på Nordens Hus).

## Kultur
Da Thorshavn er Færøerne største by er en stor del af øens kultur repræsenteret her.
I februar 2017 modtog restauranten Koks én stjerne i Michelinguiden. Koks bruger primært lokale råvarer som fisk, skaldyr og lam, Restauranten var i Hotel Føroyar de første år, men siden maj 2016 har restaurant Koks været i Kirkjubøur.

### Ólavsøka
Den færøske kultur er i højsædet, når der hvert år i slutningen af juli afholdes Færøernes nationalfest Ólavsøka. Selve Olajdagen er den 29. juli, men festlighederne starter dagen før, den 28. juli, hvor sportsfolk, spejdere og ryttere går i parade fra Kommuneskolen ned til Vaglið ved Lagtingshuset med det færøske flag forrest, hvorefter en person holder tale og åbner Ólavsøkan. Her dyrkes både traditionel færøsk dans, fodbold og kaproning i traditionelle færøske både, hvilket har været centrum for festlighederne siden sidst i 1800-tallet. De seneste år har det også været tradition, at folk samles omkring Vaglið for at synge fællessang sammen. I starten skete det mere eller mindre spontant, men nu er det mere planlagt med trykte sanghæfter, som uddeles, og så synges der fra start til slut. Der plejer at være flere tusinde mennesker samlet til begivenheden. Mange færinger går iklædt deres nationaldragter til Olaj.

### Nordens Hus
Den 8. maj 1983 blev et kulturhus kaldet Nordens Hus på Færøerne (Norðurlandahúsið) taget i brug efter dets opførelse som resultatet af en arkitektkonkurrence som Nordisk Ministerråd afholdt. Her afholdes koncerter, teaterforestillinger, udstillinger m.v.

### Museer
Af museer kan nævnes Listasavn Føroya er et  1.600 m² stort kunstmuseum. Kunstmuseet findes ved den nordlige ende af Tórshavn bypark, hvorfra der er ca. fem minutters gang til Nordens hus.
Færøernes Nationalmuseum (færøsk Tjóðsavnið) er et kulturhistorisk museum og nationalmuseum for Færøerne. Siden 1996 har hovedafdelingen  været i Hoyvík i en ny bygning med bibliotek og en bådehal med færøske både. Der er åbent fra 1. maj til 30. september fra  10 til 17. 
Føroya Sjósavn  i Argir er  et center for viden og læring om havet. Det er en levende udstilling af livet i det færøske havmiljø, der giver faciliteter til forskning og uddannelse, hvor undervisning af børn i centrets Naturskole er en  en vigtig del. Der er planer om en ny 2000 m² stor bygning med en samlet akvariekapacitet på 700 tons.

### Teater
Sjónleikarhúsið i Thorshavn er et teater, som blev bygget i 1926, tegnet af H.C.W. Tórgarð. Flere teatertrupper har været aktive på Færøerne gennem tiderne, bl.a. Havnar Sjónleikarafelag og Gríma, begge med basis i Thorshavn. En person som har arbejdet meget aktivt for at Færøerne skulle få eget nationalteater er skuespilleren Eyðun Johannessen. Han har boet det meste af sit voksne liv i Danmark, men i nogle perioder har han boet i Thorshavn, hvor han har helliget sig teaterlivet der. Han har bl.a. grundlagt teatertruppen Gríma i 1977, men startede deres virksomhed i 1975.
Tjóðpallur Føroya (Færøernes Nationalteater), der blev grundlagt i 2003, befinder i Tórsgøta i det centrale Tórshavn. Før Tjóðpallur Føroya blev grundlagt, var Leikpallur Føroya, som blev grundlagt i 1989.

### Musik
I Tórshavn findes et meget livligt musikliv med blandt andet en dynamisk musikskole, symfoniorkesteret Føroya symfoniorkester og de årlige musikfestivaller. I weekenderne er der ofte livemusik på flere barer og caféer i byen, Thorshavns kommune arbejder i 2013 med at oprette et spillested, hvor musikere kan mødes og spille musik. Af kendte musikere fra Thorshavn kan nævnes Guðrið Hansdóttir, Teitur, Lena Anderssen, Jens Marni Hansen (fra Kollafjørður, som er i Thorshavns kommune), Linda Andrews og musikgrupper som The Dreams og Hamferð.

### Arkitektur
Generelt er Tórshavn arkitektonisk præget af meget hurtigt at være vokset frem fra bygd til hovedstad, hvilket har skabt en blanding af gamle og nye stilarter. Den færøske bygningsteknik er dog stadig holdt i hævd, og mange steder benyttes de traditionelle græstage stadig. Dette ses blandt andet på Nordens Hus. Derudover er der i de senere år blevet skabt en stil på Færøerne, hvor man maler husene i mange forskellige iøjnefaldende farver. Et andet eksempel på nyere byggestil ses med kirken Vesturkirkjan opført i 1975, som står som byens vartegn. Også Tórshavn Domkirke (landets næstældste kirke), Mariukirkjan (den katolske kirke, smukt beliggende ved plantagen) og den gamle trækirke fra 1835 i Kaldbak er af arkitektonisk interesse.
I den gamle bydel ved Tinganes er de fleste huser med græstag. I den nyere del af byen ligger det arkitektonisk specielle indkøbscenter SMS med 28 butikker, hvis tag er lavet af glas, som er designet af den kendte færøske kunstner Tróndur Patursson.

### Sport
Centrum for sport på Færøerne er området Gundadalur, som er beliggende midt i byen. Dertil er det største nationalstadion, Tórsvøllur, knyttet, hvor der er plads til 6.000 mennesker. Derudover ligger der to andre fodboldbaner, to sportshaller som først og fremmest bruges til håndbold og volleyball: Gundadalshøllin og Høllin á Nabb, indendørs tennisbaner, badmintonbaner og svømmehal. Lidt længere oppe er en løbebane, Tórsbreyt. Byen har flere etablerede fodboldklubber inklusiv to klubber, der spiller i den bedste færøske række Effodeildin, nemlig HB Tórshavn og B36 Tórshavn. Derudover findes tre øvrige klubber med tilknytning til byen Argja Bóltfelag, Giza/Hoyvík og Undrið FF. Byen er desuden hjemsted for skakklubben Havnar Talvfelag. Herudover er fire håndboldhold tilknyttet kaldet Kyndil, Neistin, H71 og Ítróttarfelagið Argir (ÍA). I Thorshavn er der også to gymnastikklubber: Havnar Fimleikafelag og Fimleikafelagið Ljósið, en svømmeklub: Havnar Svimjifelag, en volleyball club: Fleyr, en badmintonklub: Havnar Badmintonfelag, en judoklub: Havnar Judofelag, to atletikklubber: Ítróttarfelagið Bragdið og Hvirlan. Der er flere roklubber i Tórshavns kommune, som hovedsagelig ror udendørs i de traditionelle færøske trærobåde (kappróðrarbátar): Havnar Róðrarfelag, Róðrarfelagið Knørrur, Argja Róðrarfelag, Nólsoyar Ítróttarfelag, róðrardeild (Nólsoy's Roklub) og Kollafjarðar Ítróttarfelag. Kaproning er Færøernes nationalsport. I juni og juli er der næsten hver weekend en bygdefestival, hvor kaproning er en af hoved attraktionerne, disse holdes i bestemte bygder efter et fastlagt mønster, enkelte bygder skiftes til at holde stævnerne, som de kaldes. Den sidste af disse er Ólavsøka (Olaj) i Thorshavn, hvor kaproningen, som samtidig er finalen, altid afholdes den 28. juli, som er Ólavsøkuaftan, selve Olajdagen er den 29. juli.

### Turisme
Som det andet største erhverv på Færøerne efter fiskeriindustrien, tæller også turismen som indtægtskilde i Tórshavn. Der er tre store og flere mindre hoteller, samt vandrerhjem og campingplads i byen. De mange krydstogtskibe, der hvert år besøger Tórshavn er efterhånden blevet en vigtig indtægtskilde.
I Tórshavn er der mange muligheder for transport: regionale og internationale forbindelser inkluderer færgefart samt bustrafik, bl.a. til Vágar Floghavn, Færøernes eneste lufthavn. Bybustrafikken er gratis i hele Thorshavn Kommune, linje 1, 2, 3 og 4 kører alle ugens dage undtagen søndag, linje 5E og 5V kører mandag til fredag, hvis ikke andet er angivet. Bybusserne kører ikke kun i selve Tórshavn, men også til andre bygder i kommunen, bl.a. til Argir, Hoyvík, Kirkjubøur, Velbastaður, Hvítanes, Kaldbak og Kollafjørður. Passagerer som kører med bybusserne har internet adgang. Bybusserne er røde, medens Bygdaleiðirs busser er blå, disse kører til de fleste bygder på det centrale Færøerne, bl.a. kører linje 100 til Vestmanna, linje 300 til Vágar lufthavn og linje 400 til Klaksvík.
På Niels Finsens gøta er turistinformationen (Kunningarstovan) i samme bygning som H.N. Jacobsens Bókahandil. Kommunen ejer galleriet Smiðjan ved Vesteravág (Smiðjan í Lítluvík) som er åbent for kunstnere der vil udstille deres kunstværker. I nærheden af sygehuset på J. C. Svabosgøta 16 ligger Færøernes Nationalbibliotek (færøsk: Føroya Landsbókasavn). Thorshavns Bybibliotek (Býarbókasavnið) ligger ved gågaden Niels Finsensgøta, det blev moderniseret og i stueetagen åbnede en café i 2011 med aviser, trådløst internet og computere, som gæster kan låne i op til en halv time.

### Seværdigheder
- Ólavsøka den 28. og 29. juli, Færøernes nationaldag er øernes vigtigste folkefest
- Tinganes og den gamle bydel "Á Reyni" er en halvø som deler havnen i to dele: Eystaravág og Vesteravág. De smalle stræder og gamle huse med græstage er en af byens hovedattraktioner
- Skansin i nærheden af havneterminalen er en gammel fæstning. Se også det karakteristiske fyrtårn
- Tórshavn Domkirke fra 1788. På nordvæggen af midterskibet står et alterbillede fra omkring 1647
- Niels Finsens gøta er Færøernes eneste gågade. Her ligger bl.a. bybiblioteket og ved enden af gågaden, ved Vaglið, ligger rådhuset, Turistinformationrn og Lagtinget
- Viðarlundin er byens største park og Færøernes største plantage. Parken rummer flere skulpturer, som tilhører det nærliggende Færøernes Kunstmuseum. Midt i plantagen står et monument som blev rejst i 1956 til minde om de 210 færøske sømænd, som mistede livet til søs under 2. verdenskrig, de fleste pga. tyske miner og bomber. Også den katolske kirke Mariukirkjan befinder sig i parkens udkant ved Varðagøta.
- Nordens Hus på Færøerne nord for parken er Færøernes kultur og kongrescenter
- Vesturkirkjan fra 1975, fungerer som sognekirke for den vestlige del af Thorshavn.
- Tórsvøllur fodboldstadion har en kapacitet på 6.000 tilskuere er Færøernes fodboldlandsholds hjemmebane

### Omegn
- Nólsoy beskytter byen mod storme fra øst. Der er færge fra Tórshavn
- Kirkjubøur vest for Tórshavn er Færøernes mest betydningsfulde kulturhistoriske sted med Magnuskatedralen (ca. 1300), Olavskirken, som delvis er fra 1200-tallet og Stokkastovan fra 1000-tallet.
- Oyggjarvegur er den gamle hovedvej mod nord over fjeldet. Fra vejen er der panoramaudsigt ud over byen og til Nólsoy.

### Hoteller
- Hotel Føroyar ved Oyggjarvegur
- Hotel Hafnia i centrum, ved Áarvegur, tæt på Thorshavns Havn
- Hotel Tórshavn i centrum, ved Vestara Vág og Vágsbotnur
- Hotel Streym, i den østlige bydel, tæt på Skansin og centrum

### Camping
Thorshavn Camping åbnede i 1980 Yviri við Strond tæt på kysten, den er åben fra 15. maj til 15. september. I 2013 besluttede Thorshavns Byråd at renovere campingpladsen for tre millioner.

## Venskabsbyer
- – Asker, Norge – 52.210 indb. er en forstad til Oslo.
- – Garðabær, Island – 10.272 indb. er by 3 km syd for Reykjavík
- – Jakobstad, Finland – 19.669 indb. er en by i Österbotten
- – Mariehamn, Åland – 10.158 indb. er Ålandsøernes hovedstad
- – Eslöv, Sverige – 17.070 indb. ligger i Skåne
- – Birkerød, Danmark – 19.906 indb. er en by i Nordsjælland

## Kendte thorshavnere (havnarmenn)
Disse personer er kendte på Færøerne og nogle af dem er også kendte i andre lande:
| - William Heinesen, forfatter og kunstner - Jørgen-Frantz Jacobsen, forfatter, bl.a. kendt for romanen Barbara. - Janus Djurhuus, digter - Hans Andrias Djurhuus, digter - Niels Ryberg Finsen, nobelprismodtager i medicin, 1903. - Rói Patursson, digter - Jógvan Arge, politiker, forfatter og journalist (bl.a. kendt på Færøerne som fodbold og kaproningsreporter. - Jógvan Isaksen, forfatter og redaktør - Teitur Lassen, sanger, sangskriver og komponist - Gunnar Nielsen, fodboldspiller, kendt bl.a. for at være målmand for Færøernes fodboldlandshold og for at være den første færing, som har spillet i den engelske Premier League. - Guðrið Hansdóttir, sanger, sangskriver og komponist - Rakel Helmsdal, forfatter - Janus Kamban (1913–2009), billedhugger | - Zacharias Heinesen (1936), kunstmaler - Katrin Ottarsdóttir (1957), filminstruktør - Rasmus Christoffer Effersøe, digter og politiker - Jóanes Nielsen, forfatter - Carl Jóhan Jensen, forfatter - Karsten Hoydal, forfatter og politiker - Gunnar Hoydal, forfatter - Høgni Hoydal, politiker - Kaj Leo Johannesen, Færøernes lagmand, tidligere landsholdsmålmand for Færøerne - Lisbeth Petersen, tidligere lagtingsmedlem, folketingsmedlem og formand for Sambandspartiet, tidligere borgmester i Thorshavns kommune. - Óli Breckmann, politiker, tidligere lagtingsmedlem og folketingsmedlem - Annika Hoydal, skuespiller og sanger |

## Galleri
- Tórshavns Havn, bus- og færgeterminalen (Farstøðin).
- Domkirken i Thorshavn
- Den gamle bydel Á Reyni, på Tinganes
- Skansin, historisk fæstning fra 1580, Nólsoy ses i baggrunden
- Folk ved Vaglið i centrum af Thorshavn Olaj 2012
- Kædedans i Sjónleikarhúsið, Ólavsøka (Olaj) 2011
- Færøske politikere og præste samt rigsombudsmanden foran Lagtingshuset ved Vaglið. Foran dem står Olajkoret. Olajdagen 29. juli 2012.